# Olkowice
Olkowice – wieś w Polsce położona w województwie mazowieckim, w powiecie białobrzeskim, w gminie Promna.
| SIMC    | Nazwa       | Rodzaj    |
| ------- | ----------- | --------- |
| 0632929 | Ługowa Wola | część wsi |
| 0632935 | Pruszków    | część wsi |

W latach 1975–1998 miejscowość położona była w województwie radomskim.
Wieś jest sołectwem w gminie Promna. 